# 吉隆碱茅
吉隆碱茅（学名：Puccinellia gyirongensis）为禾本科碱茅属下的一个种。